# Aleksander Chomtjenko
Aleksander Chomtjenko (ukrainska: Алекса́ндр Хомченко), född 28 maj 1958, död 14 februari 2018, var en ukrainsk evangelisk pastor och tidigare pastor i Livets Ords (ukrainska: Слово життя) församling i Donetsk.
Aleksander Chomtjenko greps 4 augusti 2014 under konflikten i östra Ukraina tillsammans med två andra personer av Ryska ortodoxa armén, i samband med ett bönemaraton i Donetsk i östra Ukraina. Han var en av arrangörerna av bönemaratonet som inleddes i centrala Donetsk i slutet av februari 2014 och som pågick i 158 dagar.
Sommaren 2016 utsågs Aleksander Chomtjenko till Folkets hjälte i Ukraina.